# كورين باركر
فرجينيا براون (26 يونيو 1904 - 30 يونيو 1980) (بالإنجليزية: Corinne Barker)‏ هي ممثلة أفلام صامتة أمريكية.

## أعمالها

### أفلام
| - 1918 جنون المال - 1918 فتاة بيك الشريرة - 1919 أسبوع واحد من الحياة - 1919 سلام نهر هدير - 1919 المتسلقون - 1919 الدش الذهبي | - 1919 اللحن المكسور - 1919 الحاجز الصامت - 1920 الجنس القلق - 1921 لماذا تغادر الفتيات المنزل - سحر 1921 |

## روابط خارجية
- صفحة كورين باركر IMDb
- صفحة كورين باركر findagrave